# Tojanii de Sus
Tojanii de Sus – wieś w Rumunii, w okręgu Vrancea, w gminie Spulber. W 2011 roku liczyła 6 mieszkańców.